# Armand Emmanuel du Plessis
Armand Emmanuel Sophie Septemanie de Vignerot du Plessis, conde de Chinon, duque de Richelieu (Burdeos; 25 de septiembre de 1766-París, 17 de mayo de 1822) fue un militar y estadista francés. Fue el primer alcalde de Odesa entre 1804-1814 y el primer ministro de Francia entre el 26 de septiembre de 1815 y el 29 de diciembre de 1818.

## Biografía
Nació en Burdeos en la familia de Louis Antoine Sophie de Vignerot du Plessis (1736-1791), duque de Fronsac. Era un nieto del mariscal Louis François Armand de Vignerot du Plessis y sobrino-tataranieto del gran primer ministro de Francia de Luis XIII, el Cardenal Richelieu. Recibió una brillante educación, dominaba latín, griego clásico, inglés, alemán, italiano y después en pocos meses aprendió el ruso. Sirvió en la corte del rey Luis XVI durante algún tiempo.
Después de la Revolución francesa de 1789 le propusieron un cargo en el gobierno, sin embargo él prefirió emigrar, primero a Austria y después a Rusia. En los tiempos de Catalina la Grande, como militar, participó en las guerra ruso-turca. Fue condecorado con la Cruz de San Jorge. Al duque, Catalina la Grande le presentó a su nieto Alejandro, el futuro emperador Alejandro I, del que llegó a ser un buen amigo. Con la muerte de la emperatriz en 1796, Richelieu marchó a Viena y regresó a Rusia solo cuando su amigo fue coronado emperador.
En 1794, la gran emperatriz rusa comenzó un proyecto de gran importancia, la construcción del puerto principal y baluarte en el sur de su Imperio, en la ciudad de Odesa. Conociendo bien las cualidades personales de Richelieu, Alejandro I en 1803 lo nombra alcalde de Odesa y, poco después, gobernador general de toda la región litoral del Mar Negro ruso, Novoróssiya, concediéndole el pleno poder ejecutivo y judicial.
Según sus contemporáneos, fue una persona muy modesta, trabajadora, atenta y responsable. Era tanto un noble brillante, como un buen administrador. Era un católico devoto, pero respetaba las religiones confesadas por los otros ciudadanos. 

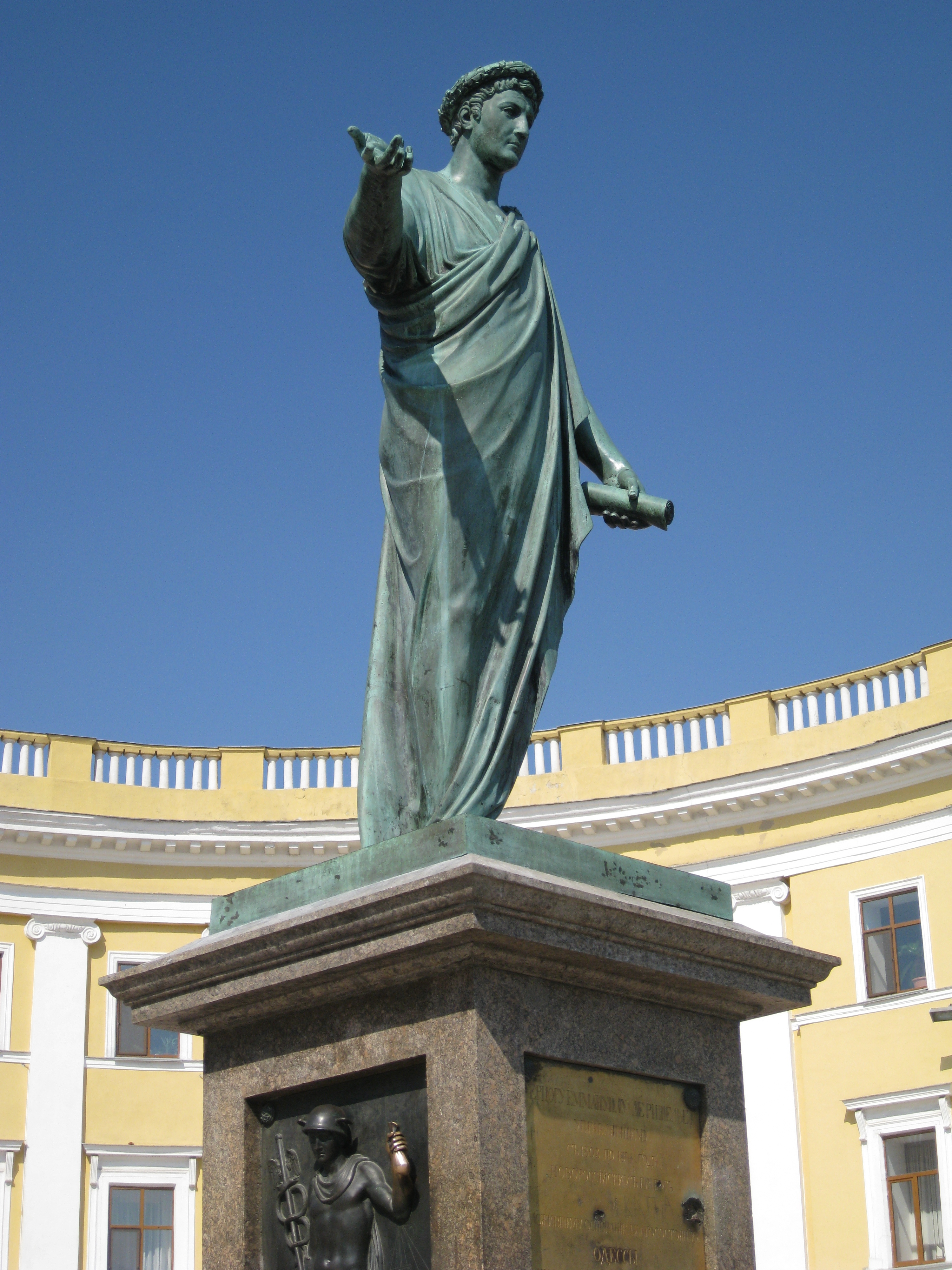
El monumento al duque de Richelieu en Odesa.

Cuando se produjo una epidemia de peste, en 1812, él fue el único oficial que se atrevió a visitar a los enfermos en la ciudad, ayudando a los médicos a guardar la cuarentena (de la comisión de 5, que él participaba, se quedaron con vida solo 2). El mismo año donó todos sus ahorros en bien de la lucha contra la invasión napoleónica al Imperio ruso. El duque de Richelieu siempre prestaba mucha atención al alojamiento de los inmigrantes que venían a Odesa de todos los confines de Europa en busca de una mejor vida. 
La década de la gobernación del duque de Richelieu dio un gran empuje al desarrollo multilateral de la ciudad de Odesa y toda la región. Cuando su carruaje abandonaba la ciudad en 1814, camino de Francia donde le esperaba el cargo de primer ministro, casi toda la ciudad le acompañó en despedida.
En el período de Restauración de los Borbones, Richelieu volvió a servir a su rey, ahora Luis XVIII, primero como delegado en los Estados Mayores del Emperador Alejandro I (1814) y después como el primer ministro de Francia (1815). La propuesta del cargo de parte del rey la comentó bien un diplomático: "en la persona de Richelieu, Francia ha adquirido lo que no vio durante los últimos cien años, ¡a un ministro honesto!".
Gracias a sus cualidades diplomáticas, Francia logró despedirse tan pronto de las tropas aliadas de ocupación. Pero el 12 de diciembre de 1821, Richelieu dimitió de su cargo definitivamente. 
En mayo de 1822 ya hechas las maletas para regresar a su, como él decía, "querida Odesa" para siempre, murió en París y fue enterrado en el sepulcro familiar de los Richelieu en la capilla de la Sorbona.